# Anastasio Guzmán
Anastasio Guzmán (¿Sevilla? 17??- Los Llanganates, Ecuador, 1807) fue un farmacéutico y naturalista español.
De su actividad en tierras de España no existen noticias seguras, pero sí podemos seguirle la pista (fuente: Estrella, 1988) en su viaje de estudio por América del Sur.
Tras desembarcar en Buenos Aires se dirige en primer lugar a Chile y después a Perú, en donde pasará mucho tiempo en compañía de Juan José Tafalla, otro naturalista español; en 1801 se desplaza a Quito (Ecuador) para continuar con sus estudios sobre ciencias naturales y químicas, financiando el viaje y la investigación con fondos personales.
Muere en 1807 durante el transcurso de una expedición a la Cordillera de Los Llanganates, en Ecuador, a la búsqueda del tesoro perdido de los Incas.
El botánico ecuatoriano José Mejía del Valle y Lequerica (1775–1813) y la viuda de Guzmán intentarán en vano recuperar el abundante material del naturalista; durante años se creyó que se encontraba totalmente perdido, pero recientemente (según Estrella, 1988) se considera que una parte de ese material se conserva en Quito.
Algún tiempo después de su muerte Tafalla les sugiere a Hipólito Ruiz López (1754-1815) y a José Antonio Pavón (1754-1844) que le dediquen el nombre de un género, Guzmania. Karl Sigismund Kunth (1788-1850) dedica igualmente el nombre de una planta al naturalista español, el Ranúnculo de Guzmán (Ranunculus guzmanii).